# Scott Turow
Scott F. Turow (født 12. april 1949) er en amerikansk jurist og forfatter. Turows 8 romaner er solgt i over 25 millioner eksemplarer og oversat til mere end 20 sprog. 

## Livsforløb
Turow er født i Chicago, og opnåede efter afsluttet college i 1970 et stipendiat til Stanford University. 
I 1978, efter afsluttet juridisk embedseksamen blev Turow assistent ved retten i Chicago, men forlod denne stilling i 1986 for at koncentrere sig om en karriere som forfatter. Han udgav herefter flere spændingsromaner, bl.a. Måske skyldig og Sidste appel. 
Turow har vundet adskillige litterære priser, bl.a. Time Magazines pris for bedste roman i 1999. Turow er præsident for Authors Guild.
Fra 1997 til 1998 var Turow medlem af en senatskommission, som skulle afgive betænkning om dødsstraffen i staten Illinois, USA. Som partner i et advokatfirma i Chicago fører han stadig sager, hvoraf den kendteste foregik i 1995. Turow fik her medhold i, at hans klient havde siddet på dødsgangen i 11 år for et mord, denne var uskyldig i. Sidste appel er inspireret af denne sag.

## Bøger

### Fiktion
- Måske uskyldig, en:Presumed Innocent, 1987
- Fældende beviser, en:The Burden of Proof, 1990
- Erklæret skyldig, en:Pleading Guilty, 1993
- Fædrenes love, en: The Laws of Our Fathers, 1996
- Personskade, en: Personal Injuries, 1999
- Sidste appel, en:Reversible Errors, 2002
- Helt almindelige helte, en:Ordinary Heroes, 2005
- Dommeren (bog), en: Limitations, 2006
- en: Innocent, 2010

## External links
- Official website
- Scott Turow på Internet Movie Database (engelsk)
- Scott Turow på The Movie Database (engelsk)
- Scott Turow på Encyclopædia Britannica Online (engelsk)
- A reading from The Laws of Our Fathers by Scott Turow
- Interview Arkiveret 19. januar 2009 hos  Wayback Machine on Ordinary Heroes at the Pritzker Military Library